# Surinaamse parlementsverkiezingen 2015/Kandidatenlijst/PING
Dit is de lijst van kandidaten voor de Surinaamse parlementsverkiezingen 2015 van de partij PING. De verkiezingen vonden plaats op 25 mei 2015. De landelijke partijleider was Ramsoender Jhauw.
De onderstaande deelnemers kandideerden op grond van het districten-evenredigheidsstelsel voor een zetel in De Nationale Assemblée. Elk district had een eigen lijsttrekker. Los van deze lijst vonden tegelijkertijd de verkiezingen van de ressortraden plaats. Daarvoor gold het personenmeerderheidsstelsel. De kandidaten voor de ressortraden staan hieronder niet genoemd. De PING deed in zes districten mee aan de verkiezingen, met 22 kandidaten. Van deze kandidaten waren er 10 creools (45%), 8 Hindoestaans (36%), 2 Javaans (9%), 1 inheems en 1 marron (beide 5%).

## Lijsten
Hieronder volgen de kandidatenlijsten op alfabetische volgorde per district, met het aantal stemmen per kandidaat.

### Brokopondo- 13
1. Michel Pomba - 13 (marron)

### Commewijne- 64
1. Sanjay Mohan - 17 (hindoestaan)
2. Denny Wagimoen Soemodikromo - 47 (javaan)

### Coronie- 0
1. Marc Cinal - 0 (creool)
2. Steve Soelasmin Ngadiman - 0 (javaan)

### Para- 26
1. Wilgo Ricardo Martinus Wielzen - 12 (creool)
2. Marcia Morea Jeffrey - 9 (inheems)
3. Monique Alice Lugard - 5 (creool)

### Paramaribo- 130
1. Ramsoender Jhauw - 76 (hindoestaan)
2. Marcilyo Anthony Rédan - 12 (hindoestaan)
3. Shalini Aruna Balgobind - 6 (hindoestaan)
4. Rodney Clinton Wijnalduim - 3 (creool)
5. Elienda Nathasia Bendt - 3 (creool)
6. Jitendra Sanjay Bisesser - 4 (hindoestaan)
7. Usha Bhartie Emanuelson - 1 (creool)
8. Denny Robert Ristie - 3 (creool)
9. Suraya Ragani Bhagwat - 5 (hindoestaan)
10. Astrid Olivia Meerzorg - 2 (creool)
11. Miquel Franklin Huisden - 3 (creool)
12. Giovanni Faisal Ravenberg - 12 (creool)

### Wanica- 81
1. Warsha Autar - 56 (hindoestaan)
2. Ravinashsingh Vijay Pirthipal - 25 (hindoestaan)

Kandidaten per alliantie/partij: AC · 
ANC · 
APS · 
DOE · 
DRS · 
MF · 
NDP · 
NOP · 
PING · 
PALU · V7